# Municipio de Reddish
El municipio de Reddish (en inglés: Reddish Township) es un municipio ubicado en el condado de Lewis en el estado estadounidense de Misuri. En el año 2010 tenía una población de 234 habitantes y una densidad poblacional de 1,43 personas por km².

## Geografía
El municipio de Reddish se encuentra ubicado en las coordenadas 40°11′45″N 91°51′12″O / 40.19583, -91.85333. Según la Oficina del Censo de los Estados Unidos, el municipio tiene una superficie total de 163.79 km², de la cual 163,15 km² corresponden a tierra firme y (0,39 %) 0,64 km² es agua.

## Demografía
Según el censo de 2010, había 234 personas residiendo en el municipio de Reddish. La densidad de población era de 1,43 hab./km². De los 234 habitantes, el municipio de Reddish estaba compuesto por el 96,58 % blancos, el 0,85 % eran afroamericanos y el 2,56 % eran de una mezcla de razas. Del total de la población el 0 % eran hispanos o latinos de cualquier raza.